# Pentax K100D
*ist DL2 K100D super
Le Pentax K100D est un appareil photographique reflex numérique de 6,1 mégapixels. Il continue la série des appareils reflex Pentax numériques *istD, *istDs et *istDL, en apportant le grand avantage de la stabilisation d'image dans le boîtier (Shake Reduction).
Le Pentax K100D est un réflex numérique "grand public". Son prix de lancement (autour de 600 €) permet à de nombreux photographes amateurs de tenter l'aventure du reflex numérique. C'est l'un des précurseurs dans son domaine.
Le 27 juin 2007, Pentax a annoncé la sortie du K100D Super. Il retient les caractéristiques et le capteur de 6,1 MPixels du K100D tout en introduisant le support des objectifs SDM (supersoniques) et la fonction anti-poussière.
Le Pentax K100D est le reflex numérique de milieu de gamme de la marque, se plaçant entre le K110D et le K10D. Il offre une définition de 6,1 mégapixels, un moniteur de 2,5 pouces et un système de stabilisation d'image prenant place au niveau de son capteur CCD.

## Caractéristiques

### Techniques
Son boîtier en polycarbonate noir est solide et sa finition est excellente. Son ergonomie a été bien étudiée et il est très agréable à prendre en main, avec une sensation de sécurité conférée par le gainage en caoutchouc de la poignée et l'excroissance supportant le pouce sur le dos de l'appareil.
La poignée du K100D est surmontée du déclencheur chromé entouré de l'interrupteur principal qui fait aussi office de testeur de profondeur de champ lorsqu'il est ramené en position.
Deux modes de fonctionnement sont possibles pour cette commande :
- de façon traditionnelle, elle permet d'actionner le diaphragme et le fermer à l'ouverture sélectionnée, afin d'avoir un aperçu dans le viseur de la zone de netteté ;
- il est possible de la régler afin qu'elle provoque la capture d'une image qui apparaît sur le moniteur avec son histogramme de luminosité. Cette image n'est pas enregistrée.

Derrière le déclencheur, un bouton carré libellé AV permet non seulement de régler la compensation d'exposition (entre ±2 EV en incréments de 1/2 EV ou de 1/3 EV, l'incrémentation étant établie dans le menu de personnalisation) ou de choisir l'ouverture du diaphragme avec la molette de commande (voir plus bas) en mode Manuel.
Occupant la majeure portion du dessus de l'appareil sur la droite du viseur, l'écran ACL de rappel indique un certain nombre de paramètres de capture essentiels : la vitesse, l'ouverture, le mode flash, la cadence de capture, le type d'AF (collimateurs actifs), le mode de mesure de lumière, le bracketing s'il est actif, le réglage du blanc, l'état de la batterie et le compteur à rebours de vues. Regrettablement, cet écran n'est pas rétroéclairé.
De l'autre côté du prisme du viseur se trouve la molette de modes. Elle possède 13 positions que l'on peut séparer en deux groupes. En premier viennent les modes de capture avancés, offrant divers degrés de débrayage :
Le mode Programme établit la vitesse et l'ouverture, mais tous les autres paramètres de capture sont à disposition.
Le mode priorité Vitesse permet de choisir la vitesse avec la molette tandis que l'appareil fait correspondre l'ouverture. La plage de vitesse s'étend de 1/4000 à 30 secondes.
Le mode priorité Diaphragme permet de choisir l'ouverture du diaphragme — dont la valeur est fonction de l'objectif employé — avec la molette de commande. Cela permet de contrôler la profondeur de champ, tandis que l'appareil règle la vitesse. Le mode Manuel donne le contrôle complet sur tous les paramètres de capture : ouverture, vitesse, sensibilité, etc.
La pose B garde l'obturateur ouvert tant que le déclencheur est maintenu enfoncé, ce qui permet de faire des poses au-delà de 30 secondes. Il est préconisé d'utiliser un déclencheur souple (CS-205) ou une télécommande infrarouge optionnelle (télécommande L) pour faire ce genre d'exposition. Le récepteur de la télécommande se trouve sur le devant de la poignée du K100D.
Ensuite vient un groupe de programmes offrant divers degrés d'automatisation :
- Le mode Flash annulé fonctionne comme le mode Auto (voir ci-dessous), mais coupe le flash.
- Le mode Portrait nocturne capture le sujet en l'éclairant avec le flash, mais en utilisant un long temps de pose afin de capter l'arrière-plan sombre.
- Le mode Sport favorise le temps de pose afin d'immobiliser un mouvement rapide.
- Le mode Macro accentue les couleurs et le contraste afin de capter le mieux possible un petit objet à une courte distance.
- Le mode Paysage favorise la plus grande profondeur de champ possible, tout en accentuant les couleurs vertes et bleues et la luminosité.
- Le mode Portrait optimise les paramètres de sorte à capter le meilleur portrait possible.
- Le mode Auto Pict automatise la sélection du programme résultat. Il détermine le type de scène qui se présente et utilise les paramètres associés au programme résultat qu'il juge le plus adapté.

Enfin, une dernière position de la molette propose d'autres programmes entièrement automatisés :
SCN Cette position de la molette donne accès à 8 programmes résultats supplémentaires, qu'il faut choisir en pressant le bouton Fn et en utilisant la commande quadri-directionnelle ou la molette de commande (voir plus bas). Au cours de la sélection, le moniteur présente les huit icônes désignant les programmes et une courte explication textuelle s'affiche pour chaque mode sélectionné en bas.

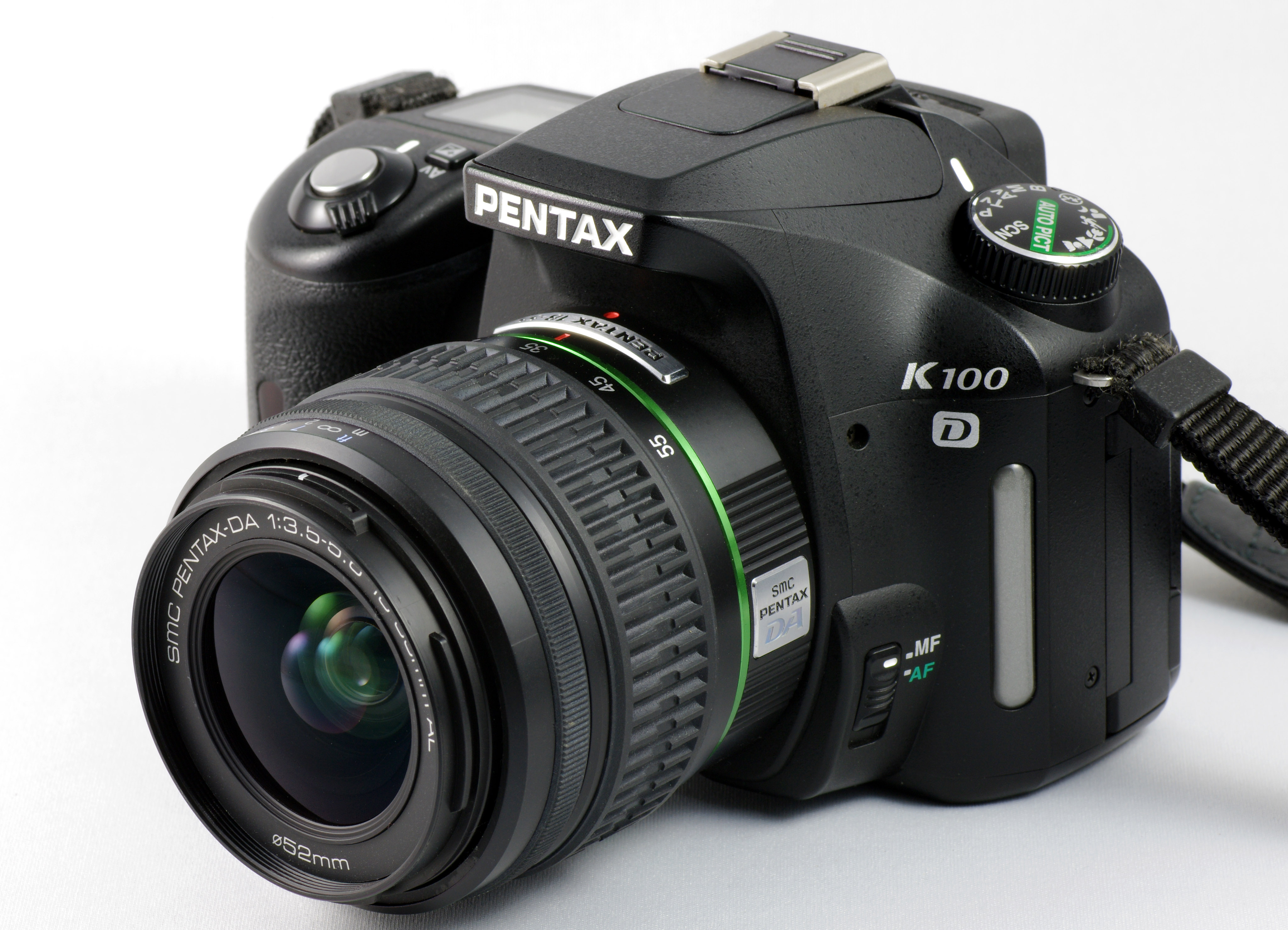

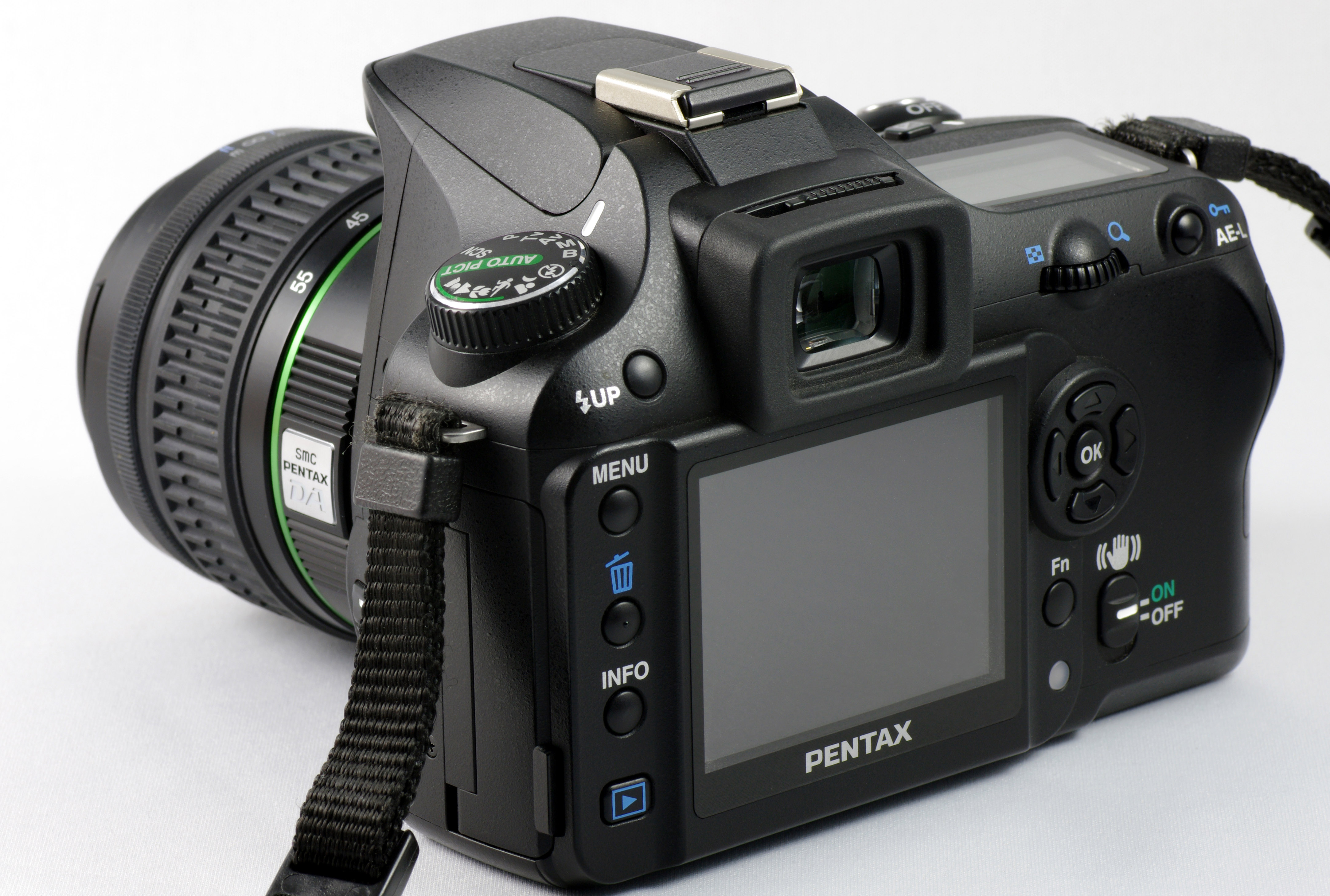

Les programmes offerts sont les suivants :
- Nocturne
- Plage et Neige
- Reproduction
- Coucher de soleil
- Enfants
- Animaux domestiques
- Bougies
- Musée

Le viseur TTL du K100D présente 95 % de l'image capturée horizontalement et verticalement. Sa pupille de sortie est pourvue d'un œilleton en caoutchouc amovible, afin de pouvoir le remplacer par un bouchon d'oculaire empêchant l'entrée de rayons lumineux parasites lors de la capture d'image avec un long temps de pose. Une glissière de correction dioptrique se trouve sur le dessus de l'œilleton.
Bien qu'il soit assez étroit, le viseur est lumineux et comporte des crochets indiquant les zones prises en compte par l'autofocus, le cercle délimitant la zone de la mesure de lumière spot, ainsi que les collimateurs AF dont celui qui est actif s'allume brièvement en rouge pour confirmer la mise au point.
En dessous, un afficheur présente les paramètres actifs. Il est très complet et peut indiquer : l'activation du flash, le mode de mise au point, le programme résultat actif, le témoin SCN, l'avertisseur de sensibilité ISO, l'indicateur AF, la vitesse, l'ouverture, la compensation d'exposition, le témoin AE-L, le compteur à rebours de vues et le témoin de la stabilisation.
En haut et à droite sur le dos de l'appareil se trouve la molette de commande qui assure la sélection des divers paramètres de capture, ainsi que le défilement des images en mode de lecture. Des icônes bleues indique par ailleurs qu'il est possible à l'aide de la molette de revoir les images en index en la tournant du côté, avec 9 images par écran. En la tournant du côté, il est possible d'agrandir une image jusqu'à 12X.
Plus à droite, le bouton AE-L assure la conservation de la mesure de lumière lorsqu'il est pressé une fois et la libère avec une seconde pression. Si le K100D se trouve en mode de lecture, ce bouton sert à protéger les images contre une suppression accidentelle, fonction indiquée par l'icône.
Sur la gauche du moniteur de 2.5 pouces de diagonale et composé de 215 000 pixels, une colonne de quatre boutons figurant sur la zone surélevée contenant l'écran est précédée par la touche qui permet d'ouvrir le flash intégré du K100D (voir plus bas).
MENU Le premier présente le système de menu du K100D. Il est divisé en 4 parties (Enregistrement, Lecture, Configuration et Personnalisation) qui sont détaillées dans les sections Caractéristiques et Interface et Logiciel de notre test.
Effacer : permet de supprimer les images indésirables qui se trouvent sur la carte mémoire. Il est possible de supprimer l'image revue ou de faire une sélection manuelle dans l'affichage index des images à supprimer.
INFO En mode de capture, cette touche présente un écran de contrôle contenant tous les paramètres actifs du K100D. Cet affichage s'éteint automatiquement au bout de 15 secondes.
Les paramètres indiqués sont : le mode Autofocus, le mode de capture, la mesure de lumière, le mode flash, la cadence, le bracketing, la sensibilité ISO, la tonalité, les qualité et taille d'image, l'espace couleur, le réglage du blanc, les date et heure, le collimateur AF actif, la saturation, la netteté, le contraste, la focale et le mode de la réduction de vibrations.
De plus, lorsqu’on presse la direction de droite de la commande quadri-directionnelle, l'appareil affiche une courte explication portant sur le mode de capture sélectionné.
En mode de lecture, ce bouton propose par pressions successives trois niveaux d'informations apparaissant en surimpression sur l'image revue ou aucun (Standard, Histogramme, Informations détaillées ou Pas d'informations). Au niveau le plus complexe, Information détaillées, l'affichage comporte :
l'image capturée, l'icône d'orientation, les noms de dossier et de fichier, le mode de capture, l'icône de protection, le mode AF, la position du collimateur actif, les vitesse et ouverture, la compensation d'exposition, la mesure de lumière, le mode flash, la cadence, le bracketing, la sensibilité ISO, la tonalité, les qualité et taille d'image, l'espace couleur, le réglage du blanc, les date et heure de capture, la saturation, la netteté, le contraste et la focale employée.
Lorsque l'histogramme est présent sur l'image, il est possible de le déplacer sur l'image avec les directions haute et basse de la commande quadri-directionnelle.
Cette touche passe l'appareil en mode de lecture, affichant la dernière image capturée sur le moniteur.
À droite du moniteur, se trouve la commande quadri-directionnelle, composée de quatre touches directionnelles en arc de cercle et d'un bouton rond libellé OK au centre. Celui-ci permet de confirmer des sélections effectuées.
La commande quadri-directionnelle sert principalement à sélectionner le collimateur AF actif (lorsqu'il est sélectionnable) en mode de capture, à naviguer dans les menus du K100D ou à faire défiler les images et se déplacer dans une image revue de façon agrandie.
Juste sous la commande se trouve le bouton Fn. En mode de capture, il affiche un menu proposant des fonctions associées aux quatre directions de la commande. Ces options sont :
La direction du haut prend en charge le choix de la cadence de prise de vues :
- Image par image
- Continue : la cadence de la rafale varie suivant la vitesse employée. Il est possible de capter jusqu'à 3 images consécutives en format RAW et 5 en format JPEG Fine avant que la cadence ne ralentisse.
- Retardateur 2 secondes
- Retardateur 12 secondes
- Télécommande (infrarouge optionnelle)
- Télécommande avec un retardateur de 3 secondes

- Bracketing permet de capter trois images en succession rapide en encadrant l'exposition nominale pour une image surexposée et une image sous-exposée (± 2 EV par incréments de 1/2 ou 1/3 EV).

La direction de droite propose les réglages de la sensibilité:
- Auto : il est possible dans le menu de personnalisation (voir la section Caractéristiques de notre test) de choisir l'amplitude possible du gain automatique fait par l'appareil. Elle est indiquée par les crochets verts encadrant les valeurs sélectionnées.

200 ISO
400 ISO
800 ISO
1600 ISO
3200 ISO
La direction du bas offre les choix du mode Flash :
- Auto : pour une ouverture automatique du flash avec les programmes résultats uniquement
- Manuel : pour une ouverture manuelle du flash dans tous les modes
- Auto avec réduction d'yeux rouges : pour une ouverture automatique du flash avec les programmes résultats uniquement
- Manuel avec réduction d'yeux rouges: pour une ouverture manuelle du flash dans tous les modes

Enfin la direction de gauche permet de choisir le réglage du blanc :
- Auto
- Jour
- Ombre
- Nuageux
- Fluorescent avec les choix du type jour, neutre ou chaud
- Tungstène (incandescent)
- Flash
- Manuel : réglé sous l'éclairage ambiant avec une surface blanche, la mesure effectuée étant ensuite mémorisée.

En mode de lecture, une pression sur le bouton Fn présente un autre menu proposant trois fonctions associées à trois directions de la commande quadri-directionnelle :
La direction du haut permet de régler les paramètres d'impression DPOF comme le nombre de copies et l'incrustation ou non de la date et heure de capture dans l'image. Cette fonction n'est pas disponible lorsqu'une image en format RAW est revue.
La direction de gauche permet d'appliquer un filtre à l'image revue : Noir et Blanc, Sépia, 9 filtres couleur avec chacun 2 tonalité, Doux, Amincissant et Luminosité. Cette fonction n'est pas disponible lorsqu'une image en format RAW est revue.
La direction de droite lance le diaporama des images capturées.
Enfin, tout en bas sur la droite du moniteur, un interrupteur libellé contrôle le système de réduction de vibrations. L'appareil tient compte de la focale employée communiquée par l'objectif lorsque celui-ci le permet. Si l'optique utilisée ne dispose pas des contacts nécessaires, une option du menu d'enregistrement permet d'indiquer au système la longueur focale avec 34 valeurs allant de 8 à 800 mm (en équivalence 35 mm).
Juste sous le bouton Fn se trouve une petite diode qui s'allume en orange lorsque des opérations (écriture ou lecture) ont lieu sur la carte mémoire.
Le K100D possède un flash intégré dont le bouton d'ouverture se trouve sous la molette de modes, en haut du dos de l'appareil. Ce flash a un nombre guide de 15.6 m (à 200 ISO) et produit un éclair couvrant de façon homogène le champ de vue capturé par une focale de 18 mm. La vitesse de synchronisation est de 1/180 seconde.
Au-dessus de son prisme, le K100D possède par ailleurs une griffe porte-flash comportant des contacts dédiés aux flashes externes AF540FGZ et AF360FGZ de la marque Pentax. Le contact central assure tout de même la synchronisation avec des flashes d'autres marques, limitant leur usage au mode Manuel.
Relativement compact, le K100D a une excellente ergonomie. Sa poignée est idéale pour des mains de taille moyenne, donnant une prise en main sûre. Les commandes sont très bien disposées et espacées, ce qui procure un bon confort de manipulation. Si le viseur semble un peu étroit, il est tout de même possible de voir tous les paramètres et l'image dans sa totalité en prenant le temps de positionner l'œil correctement. On regrettera cependant que l'écran de contrôle supérieur ne soit pas rétroéclairé.